# Gai Escantini Capitolí
Gai Escantini Capitolí (en llatí Caius Scantinus Capitolinus) va ser un magistrat romà del segle iii aC.
Era edil vers el 226 aC i va ser acusat per Marc Claudi Marcel, el seu col·lega al càrrec, d'haver fet propostes infamants al seu fill Marc. Va ser condemnat a pagar una multa. Així ho explica Plutarc, però Valeri Màxim diu que al temps de la condemna era tribú de la plebs, cosa que no és gaire probable pel caràcter inviolable d'aquest càrrec.